# 好きと言えなくて
『好きと言えなくて』（すきといえなくて、原題：The Truth About Cats & Dogs）は、1996年のアメリカ映画。出演はジャニーン・ガラファロー、ユマ・サーマン、ベン・チャップリン。本作でガラファローはMTVムービー・アワードコメディ演技賞にノミネートされた。

## あらすじ
人気パーソナリティーアビーの声に魅了されたブライアンは、彼女にアプローチするためラジオ局へ赴く。しかし、アビーの友人であるノエルをアビーと勘違いしてしまう。

## キャスト
※括弧内は日本語吹替
- アビー・バーンズ - ジャニーン・ガラファロー（小山茉美）
- ノエル - ユマ・サーマン（日野由利加）
- ブライアン - ベン・チャップリン（原康義）
- エド - ジェイミー・フォックス（神谷和夫）
- ロイ - ジェームズ・マキャフリー（中田和宏）
- マリオ - スタンリー・デサンティス（仲野裕）
- エリック - リチャード・コカ
- スーザン - アントワネット・ヴァレント

## スタッフ
- 監督：マイケル・レーマン
- 脚本：オードリー・ウェルズ
- 製作総指揮：リチャード・ハシモト、オードリー・ウェルズ
- 製作：カリ＝エスタ・アルバート
- 撮影：ロバート・ブリンクマン
- 美術：シャロン・シーモア
- 音楽：ハワード・ショア
- 音楽監修：ボニー・グリーンバーグ
- 編集：スティーヴン・セメル
- 衣装デザイン：ブリジット・ケリー
- 日本語字幕：細川直子

## 備考
- 2000年4月から6月までフジテレビ系で放送された連続ドラマ『天気予報の恋人』の基本設定は本作品と同じである。